# Inertiatic ESP
Inertiatic ESP är den första singeln av The Mars Volta och kommer ursprungligen från skivan De-Loused In The Comatorium. 
Låten hörs ofta tillsammans med den föregående låten på skivan "Son Et Lumiere" då den funkar som ett slags intro.
Det andra spåret på skivan är Roulette Dares (the haunt of) också den från The Comatorium.

## Track listing
1. "Inertiatic ESP" - 6:06
2. "Roulette Dares (The Haunt Of)" [Live XFM Session] - 9:31